# T.C. Ziraat Bankası Spor Kulübü 2023-2024
Questa voce raccoglie le informazioni riguardanti il T.C. Ziraat Bankası Spor Kulübü nelle competizioni ufficiali della stagione 2023-2024.

## Stagione
Il T.C. Ziraat Bankası Spor Kulübü utilizza la denominazione sponsorizzata Ziraat Bankkart nella stagione 2023-24.
Si classifica al terzo posto nella regular season di Efeler Ligi, accedendo ai play-off scudetto, dove perde in semifinale contro il Fenerbahçe, andando poi a vincere la finale per il terzo posto contro il Galatasaray. Si ferma in semifinale anche in Coppa di Turchia, in questo caso estromesso dal torneo per mano dell'Arkas, mentre si aggiudica per la quarta volta la Supercoppa turca trionfando contro l'Halkbank.
In ambito internazionale è invece impegnato in Champions League, dove si spinge fino alle semifinali, venendo sconfitto dai polacchi dello Jastrzębski Węgiel.

## Organigramma societario
Area direttiva
- Presidente: Alpaslan Çakar

Area tecnica
- Allenatore: Mustafa Kavaz
- Allenatore in seconda: Ersin Soysal
- Assistente allenatore: Hakan Çolpan
- Scoutman: Mehmet Tuğyanoğlu

## Rosa
| N° | Nome              | Ruolo | Data di nascita   | Nazionalità sportiva |
| -- | ----------------- | ----- | ----------------- | -------------------- |
| 1  | Matthew Anderson  | S     | 18 aprile 1987    | Stati Uniti          |
| 2  | Wouter ter Maat   | O     | 7 maggio 1991     | Paesi Bassi          |
| 4  | Abdulsamet Yalçın | S     | 25 gennaio 2000   | Turchia              |
| 7  | Bedirhan Bülbül   | C     | 29 luglio 1999    | Turchia              |
| 9  | Hacı Şahin        | C     | 1º gennaio 2000   | Turchia              |
| 10 | Arslan Ekşi       | P     | 17 luglio 1985    | Turchia              |
| 12 | Bennie Tuinstra   | S     | 13 settembre 2000 | Paesi Bassi          |
| 13 | Burakhan Tosun    | C     | 17 gennaio 1998   | Turchia              |
| 14 | Faik Güneş        | C     | 27 maggio 1993    | Turchia              |
| 15 | Oreol Camejo      | S     | 21 luglio 1986    | Paesi Bassi          |
| 17 | Luciano Vicentín  | S     | 4 aprile 2000     | Argentina            |
| 19 | Berkay Bayraktar  | L     | 3 luglio 1997     | Turchia              |
| 22 | Eray Kursav       | S     | 22 febbraio 2002  | Turchia              |
| 27 | Burak Topçu       | P     | 7 maggio 2002     | Turchia              |
| 28 | Oğulcan Yatgın    | P     | 28 aprile 1997    | Turchia              |

## Statistiche

### Statistiche di squadra
| Competizione     | Punti | In casa | In casa | In casa | In trasferta | In trasferta | In trasferta | Totale | Totale | Totale |
| Competizione     | Punti | G       | V       | P       | G            | V            | P            | G      | V      | P      |
| ---------------- | ----- | ------- | ------- | ------- | ------------ | ------------ | ------------ | ------ | ------ | ------ |
| Efeler Ligi      | 59    | 15      | 11      | 4       | 15           | 10           | 5            | 30     | 21     | 9      |
| Coppa di Turchia | -     | 1       | 1       | 0       | 0            | 0            | 0            | 2      | 1      | 1      |
| Supercoppa turca | -     | -       | -       | -       | -            | -            | -            | 1      | 1      | 0      |
| Champions League | 16    | 5       | 2       | 3       | 5            | 4            | 1            | 10     | 6      | 4      |
| Totale           | -     | 21      | 14      | 7       | 20           | 14           | 6            | 43     | 29     | 14     |

G = partite giocate; V = partite vinte; P = partite perse

### Statistiche dei giocatori
| Giocatore    | Campionato | Campionato | Campionato | Campionato | Campionato | Coppa di Turchia | Coppa di Turchia | Coppa di Turchia | Coppa di Turchia | Coppa di Turchia | Supercoppa turca | Supercoppa turca | Supercoppa turca | Supercoppa turca | Supercoppa turca | Champions League | Champions League | Champions League | Champions League | Champions League | Totale | Totale | Totale | Totale | Totale |
| Giocatore    | P          | PT         | AV         | MV         | BV         | P                | PT               | AV               | MV               | BV               | P                | PT               | AV               | MV               | BV               | P                | PT               | AV               | MV               | BV               | P      | PT     | AV     | MV     | BV     |
| ------------ | ---------- | ---------- | ---------- | ---------- | ---------- | ---------------- | ---------------- | ---------------- | ---------------- | ---------------- | ---------------- | ---------------- | ---------------- | ---------------- | ---------------- | ---------------- | ---------------- | ---------------- | ---------------- | ---------------- | ------ | ------ | ------ | ------ | ------ |
| M. Anderson  | 22         | 374        | 301        | 25         | 48         | 5                | 33               | 27               | 5                | 1                | 1                | 18               | 14               | 4                | 0                | 8                | 135              | 111              | 15               | 9                | 36     | 560    | 453    | 49     | 58     |
| B. Bayraktar | 26         | 1          | 1          | 0          | 0          | 2                | 0                | 0                | 0                | 0                | 1                | 0                | 0                | 0                | 0                | 10               | 0                | 0                | 0                | 0                | 39     | 1      | 1      | 0      | 0      |
| B. Bülbül    | 30         | 223        | 134        | 62         | 27         | 2                | 16               | 9                | 4                | 3                | 1                | 9                | 6                | 3                | 0                | 10               | 83               | 48               | 27               | 8                | 43     | 331    | 197    | 96     | 38     |
| O. Camejo    | 20         | 233        | 181        | 37         | 15         | 2                | 29               | 24               | 2                | 3                | 1                | 9                | 9                | 0                | 0                | 10               | 108              | 87               | 10               | 11               | 33     | 379    | 301    | 49     | 29     |
| A. Ekşi      | 24         | 45         | 23         | 13         | 9          | 2                | 5                | 1                | 2                | 2                | 1                | 1                | 1                | 0                | 0                | 10               | 18               | 8                | 5                | 5                | 37     | 69     | 33     | 20     | 16     |
| F. Güneş     | 24         | 142        | 82         | 49         | 11         | 2                | 11               | 7                | 3                | 1                | 1                | 5                | 1                | 3                | 1                | 10               | 58               | 35               | 21               | 2                | 37     | 216    | 125    | 76     | 15     |
| E. Kursav    | 5          | 26         | 21         | 4          | 1          | 0                | 0                | 0                | 0                | 0                | 0                | 0                | 0                | 0                | 0                | 0                | 0                | 0                | 0                | 0                | 5      | 26     | 21     | 4      | 1      |
| H. Şahin     | 7          | 23         | 12         | 9          | 2          | 0                | 0                | 0                | 0                | 0                | 0                | 0                | 0                | 0                | 0                | 1                | 8                | 6                | 1                | 1                | 8      | 31     | 18     | 10     | 3      |
| W. ter Maat  | 27         | 457        | 385        | 45         | 27         | 2                | 40               | 33               | 3                | 4                | 1                | 26               | 23               | 2                | 1                | 10               | 167              | 140              | 16               | 11               | 40     | 690    | 581    | 66     | 43     |
| B. Topçu     | 0          | 0          | 0          | 0          | 0          | -                | -                | -                | -                | -                | -                | -                | -                | -                | -                | -                | -                | -                | -                | -                | 0      | 0      | 0      | 0      | 0      |
| B. Tosun     | 19         | 60         | 39         | 16         | 5          | 0                | 0                | 0                | 0                | 0                | 1                | 1                | 0                | 0                | 1                | 7                | 2                | 2                | 0                | 0                | 27     | 63     | 41     | 16     | 6      |
| B. Tuinstra  | 18         | 160        | 134        | 8          | 18         | 0                | 0                | 0                | 0                | 0                | 1                | 0                | 0                | 0                | 0                | 6                | 27               | 27               | 0                | 0                | 25     | 187    | 161    | 8      | 18     |
| L. Vicentín  | 16         | 146        | 123        | 16         | 7          | 0                | 0                | 0                | 0                | 0                | 0                | 0                | 0                | 0                | 0                | 3                | 11               | 10               | 1                | 0                | 19     | 157    | 133    | 17     | 7      |
| A. Yalçın    | 11         | 0          | 0          | 0          | 0          | 0                | 0                | 0                | 0                | 0                | 0                | 0                | 0                | 0                | 0                | 3                | 0                | 0                | 0                | 0                | 14     | 0      | 0      | 0      | 0      |
| O. Yatgın    | 21         | 30         | 13         | 12         | 5          | 2                | 1                | 0                | 1                | 0                | 1                | 0                | 0                | 0                | 0                | 8                | 5                | 1                | 4                | 0                | 32     | 36     | 14     | 17     | 5      |

P = presenze; PT = punti totali; AV = attacchi vincenti; MV = muri vincenti; BV = battute vincenti